# Henry Blodget
Pour les articles homonymes, voir Blodgett.
Henry Blodget était avec Jack Grubman l’un des deux analystes financiers les plus célèbres de la bulle Internet de 2000, au cours de laquelle il avait recommandé l’achat des actions du secteur de l’Internet. Tous deux ont été bannis de la profession d’analyste pour dix ans, à l’occasion de L'accord amiable du 28 avril 2003 à Wall Street, signé avec la justice américaine. D'abord considéré comme un gourou de l'e-commerce, sa carrière fut stoppée par la fin de la bulle Internet, à la découverte de courriers électroniques dans lesquels il exprimait, dans au moins six cas, des opinions à l'opposé de ses recommandations : dans ces courriers, il a parfois qualifié « d’actions pourries » des titres qu’il recommandait publiquement à l'achat dans la presse et pour les clients de sa banque, Merrill Lynch.

## Biographie
Né en 1966, Henry Blodget commence sa carrière comme journaliste pigiste et suit en 1994 un programme de  finance chez le courtier Prudential Securities, avant d'être embauché deux ans plus tard comme analyste chez CIBC Oppenheimer. 

### Deux années de gloire
En décembre 1998, il prévoit dans ses études que l’action de la librairie en ligne créée par Jeff Bezos, Amazon, va doubler son cours de Bourse et atteindra le seuil des 400 dollars. Sa prévision se produit seulement un mois après. Il est ensuite intégré, en février 1999, dans l'équipe des analystes Internet de la banque d'affaires américaine Merrill Lynch avec le poste de vice-président. En 2000, le Time le désigne meilleur analyste du secteur Internet/e-commerce et 15e personnalité la plus influente d’Internet. 

### Les actionnaires se rebiffent
L'explosion de la bulle Internet, puis le krach boursier de 2001-2002, le mettent en difficulté. Au début du mois d'août, Merrill Lynch doit accepter de payer 400 000 dollars pour mettre fin aux poursuites d'un pédiatre qui, sur la foi des conseils de Blodget, avait perdu les 500 000 dollars mis de côté pour les études de sa fille.
Des cabinets d'avocats américains, saisis par les actionnaires floués, lancent en justice des «class actions», recours collectifs qui peuvent coûter des fortunes aux banques américaines employant des analystes. La Securities and Exchange Commission (SEC) lance une enquête concernant tout ce qui peut ressembler à un conflit d'intérêts au sein des banques. Sa présidente Laura Unger dénonce deux abus : « De nombreux groupes paient leurs analystes en fonction des profits réalisés par les activités de banque d'affaires » et « des banquiers d'affaires participent même à l'évaluation des analystes pour définir leurs revenus. »

### Les courriers électroniques qui accusent
Eliot Spitzer, le procureur de New York qui mène l’enquête, publie en 2003 un rapport extrêmement détaillé citant des extraits d’emails de Blodget. L'analyste entretenait des relations étroites avec le département des services de banque d’investissement de Merrill Lynch, (fusions et acquisitions, émissions de titres, etc.). Les emails prouvent que l'analyste modifiait parfois ses analyses afin de satisfaire les entreprises pour lesquelles travaillait la banque d’investissement. Dans un courrier électronique envoyé à un de ses amis, il traite « d’actions pourries » des titres qu’il recommandait publiquement à l'achat dans la presse et pour les clients de sa banque, Merrill Lynch.

### Épilogue
Après avoir quitté Merrill Lynch en décembre 2001, via un plan de départ volontaire lui réservant 2 millions de dollars de dédommagements, Henry Blodget est inculpé en 2003 de fraudes et de violation de la réglementation fédérale sur les actions par la SEC. Pour éviter des poursuites judiciaires aussi contre leurs analystes, dix grandes banques d'affaires de Wall Street acceptent un accord à l'amiable, d'une valeur de 1,4 milliard de dollars avec le procureur de l'État de New York Eliot Spitzer. L'accord amiable du 28 avril 2003 à Wall Street, qui implique aussi la SEC et la National Association of Securities Dealers, l'association des courtiers américains. C'est le premier accord de ce type à prévoir des dédommagements aussi importants pour les investisseurs victimes des recommandations biaisées par un conflit d'intérêts. Une partie de cette somme doit être consacrée à l'analyse financière indépendante, produite par des cabinets d'étude se consacrant exclusivement à cette activité. Henry Blodget et son confrère Jack Grubman, analyste de Citigroup, sont bannis de la profession d'analyste financier pour une durée de dix ans. 
Henry Blodget est aujourd'hui éditeur et président de la lettre d'information The Business Insider.